# ألكسندر زابيناس
الكسندر زابيناس (غير معروف - 125 ق.م)(باليونانية القديمة:Ἀλέξανδρoς Zαβίνας) هو الابن المتبنى لأنطيوخوس السابع اما أبوه الحقيقي فكان تاجر مصري.
و قد سُند من قبل الملك المصري بطليموس الثامن ضد ديمتيريوس الثاني (الفاتح) و الذي وقف مع شقيقة بطليموس كليوباترا الثانية و تمكن الكسندر من هزيمة ديمتيريوس والذي قُتل فيما بعد.
و لكن ابن ديمتيريوس وهو أنطيوخوس الثامن قتل الكسندر زابيناس.